# Chordophora glaucias
Chordophora glaucias är en fjärilsart som beskrevs av Edward Meyrick 1892. Chordophora glaucias ingår i släktet Chordophora och familjen mätare. Inga underarter finns listade i Catalogue of Life.